# Liste der Bodendenkmäler in Glött
Auf dieser Seite sind die Bodendenkmäler in der schwäbischen Gemeinde Glött zusammengestellt. Diese Tabelle ist eine Teilliste der Liste der Bodendenkmäler in Bayern. Grundlage ist die Bayerische Denkmalliste, die auf Basis des Bayerischen Denkmalschutzgesetzes vom 1. Oktober 1973 erstmals erstellt wurde und seither durch das Bayerische Landesamt für Denkmalpflege geführt wird. Die folgenden Angaben ersetzen nicht die rechtsverbindliche Auskunft der Denkmalschutzbehörde.

## Bodendenkmäler in Glött
| Lage                              | Objekt                                                                                      | Akten-Nr.     | Bild                        |
| --------------------------------- | ------------------------------------------------------------------------------------------- | ------------- | --------------------------- |
| (Standort)                        | Straße der römischen Kaiserzeit.                                                            | D-7-7428-0042 |                             |
| (Standort)                        | Kastell der römischen Kaiserzeit, mittelalterlicher Burgstall.                              | D-7-7428-0149 |                             |
| (Standort)                        | Frühneuzeitliche Befunde im Bereich der katholischen Kapelle St. Antonius.                  | D-7-7428-0407 |                             |
| (Standort)                        | Brandgräber der Urnenfelderzeit.                                                            | D-7-7528-0003 |                             |
| Regens-Wagner-Straße 1 (Standort) | Mittelalterlicher Burgstall, neuzeitliches Schloss Glött.                                   | D-7-7528-0127 | Mittelalterlicher Burgstall |
| Fuggerstraße 4 (Standort)         | Mittelalterliche und frühneuzeitliche Vorgängerbauten der katholischen Pfarrkirche St. Veit | D-7-7528-0129 | weitere Bilder              |
| (Standort)                        | Grabhügel vorgeschichtlicher Zeitstellung.                                                  | D-7-7528-0145 |                             |
| (Standort)                        | Grabhügel vorgeschichtlicher Zeitstellung.                                                  | D-7-7529-0047 |                             |